# Caloptilia aceriella
Caloptilia aceriella là một loài bướm đêm thuộc họ Gracillariidae. Nó được tìm thấy ở Hoa Kỳ (Massachusetts, California và Maine).
Ấu trùng ăn Acer species, bao gồm Acer rubrum. Chúng ăn lá nơi chúng làm tổ.